# 林正道 (工学者)
林 正道（はやし まさみち、1925年（大正14年）4月1日 - 2008年（平成20年）9月8日）は、日本の工学者、元地方公務員・実業家。工学博士（北海道大学）。北見工業大学・道都大学元学長。北見工業大学・道都大学名誉教授。専門は、コンクリート工学。

## 略歴
北海道江別市出身。1948年（昭和23年）に北海道大学工学部土木工学科を卒業し、北海道庁網走土木現業所に入所。1951年（昭和26年）北海道開発局土木試験所に移る。1970年（昭和45年）同所所長。1975年（昭和50年）北海道開発局退官。日本セメント顧問。1977年（昭和52年）北見工業大学工学部教授。1984年（昭和59年）北見工業大学4代学長に就任。1990年（平成2年）北見工業大学退官。道都大学美術学部教授。1993年（平成5年）道都大学3代学長に就任。1997年（平成9年）道都大学退職。
2008年9月8日、急性呼吸不全のため死去。
宝生流謡曲を学び、謡曲を嗜むという趣味を持つ。

## 受賞歴
- 勲二等瑞宝章（2001年）

## 著書
- 清水昭と共著『寒中および暑中コンクリート . 軽量骨材コンクリート』（山海堂, 1980年）
- 鮎田耕一と共著『コンクリート工学 : 耐久性・寒中コンクリート詳説』（山海堂, 1993年）